# 정적 메모리 할당
정적 메모리 할당은 메모리 할당 방법 중에 하나로, 메모리의 크기가 하드 코딩되어 있기 때문에 프로그램이 실행될 때 이미 해당 메모리의 크기가 결정되는 것이 특징이다.

## 장단점
- 장점: 해제하지 않음으로 인한 메모리 누수와 같은 문제를 신경쓰지 않아도 된다. 정적 할당된 메모리는 실행 도중에 해제되지 않고, 프로그램이 종료할 때 알아서 운영 체제가 회수한다.
- 단점: 메모리의 크기가 하드 코딩되어 있어서 나중에 조절 할 수 없다. 스택에 할당된 메모리이므로 동적 할당에 비해 할당 받을 수 있는 최대 메모리에 제약을 받는다.

## 정적 할당 방법

### C 언어
C 언어에서 정적 할당된 메모리는 스택에 위치하게 된다.
```
#define STATIC_ALLOC 100

#include
 
<stdio.h>

#include
 
<string.h>

void
 
main
()

{

    
char
 
StaticAlloc
[
STATIC_ALLOC
];

    
memset
(
StaticAlloc
,
 
0
,
 
STATIC_ALLOC
);

    
strcpy
(
StaticAlloc
,
 
"Hello, World!"
);

    
printf
(
"StaticAlloc == %s
\n
"
,
 
StaticAlloc
);

    
printf
(
"END
\n
"
);

    
getchar
();

}

```

### C# 언어
C#에서도 STATIC_ALLOC 키워드를 통해 정적 할당을 지원한다. 단, 값 형식일 경우에만 가능하다.
```
using
 
System
;

using
 
System.Runtime.InteropServices
;

public
 
static
 
class
 
Test

{

    
public
 
const
 
int
 
STATIC_ALLOC
 
=
 
100
;

    
public
 
static
 
void
 
Main
()

    
{

        
char
*
 
StaticAlloc
 
=
 
stackalloc
 
char
[
STATIC_ALLOC
];

        
string
 
_tmp
 
=
 
"Hello, World!"
;

        
Marshal
.
Copy
(
_tmp
.
ToCharArray
(),
 
0
,
 
StaticAlloc
,
 
_tmp
.
Length
);

    
}

}

```

## 같이 보기
- 포인터
- 동적 메모리 할당